# Catamarã

Catamarã tornado

Catamarã é uma embarcação multicasco composta por dois cascos paralelos de tamanho igual. Sua estabilidade provém diretamente de sua geometria, mais especificamente da dimensão de boca, ao invés de uma quilha lastrada como seria em uma embarcação monocasco. 
Catamarãs normalmente tem menor volume total, menor deslocamento e um calado mais raso, quando comparados a monocascos de comprimentos semelhantes. Os dois cascos combinados também costumam oferecer menor resistência hidrodinâmica que monocascos comparáveis, demandando menos potência propulsiva, seja por propulsão à vela ou motor. Outros fatores que decorrem da estabilidade característica de catamarãs é um menor momento de restauração quando excitado por uma força transversal, além de apresentar um coeficiente de esteira mais baixo, por gerar menos forças induzidas por ondas. 
Os catamarãs foram inventados pelos austronésios, que permitiram a sua expansão à ilhas dos Oceanos Pacífico e Índico.

## História

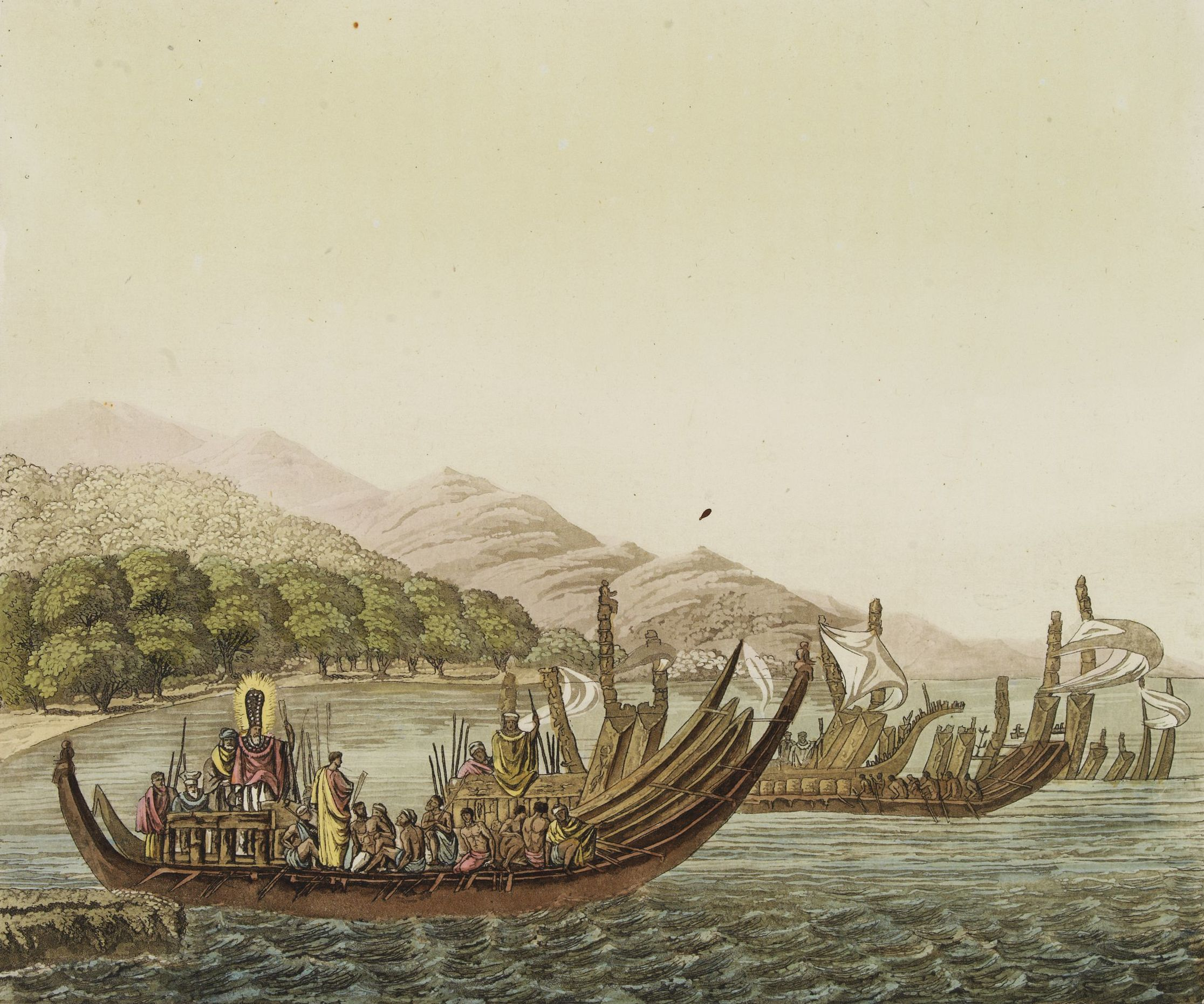
Ilustração de 1827 de canoas de guerra Tahitianas, pahi, de Giulio Ferrario

Catamarãs da Oceania e Sudeste Asiático Marítimo tornaram-se a inspiração para os catamarãs modernos. Até o século XX, projetos de catamarã desenvolvidos eram primariamente focados em protótipos movidos à vela.

### Etimologia
A palavra "catamarã" é derivada da palavra em tâmil, kattumaram, (கட்டுமரம், sendo கட்டு kattu, "ligadura" e மரம் maram, "pau"), que em tradução livre significa "troncos ligados entre si", e é um tipo de jangada monocasco, montada a partir de três a sete troncos de árvore amarrados. O termo evoluiu e hoje refere-se à embarcações compostas por dois cascos.

### Desenvolvimento dos catamarãs no Ocidente
O primeiro exemplo documentado de uma estrutura flutuante com dois cascos na Europa foi desenvolvido por William Petty em 1662, com o intuito de navegar mais rápido, em águas mais rasas, com vento mais brando, e com uma tripulação reduzida, em comparação com outras embarcações da época. Entretanto, o design incomum foi recebido com ceticismo e não emplacou comercialmente.

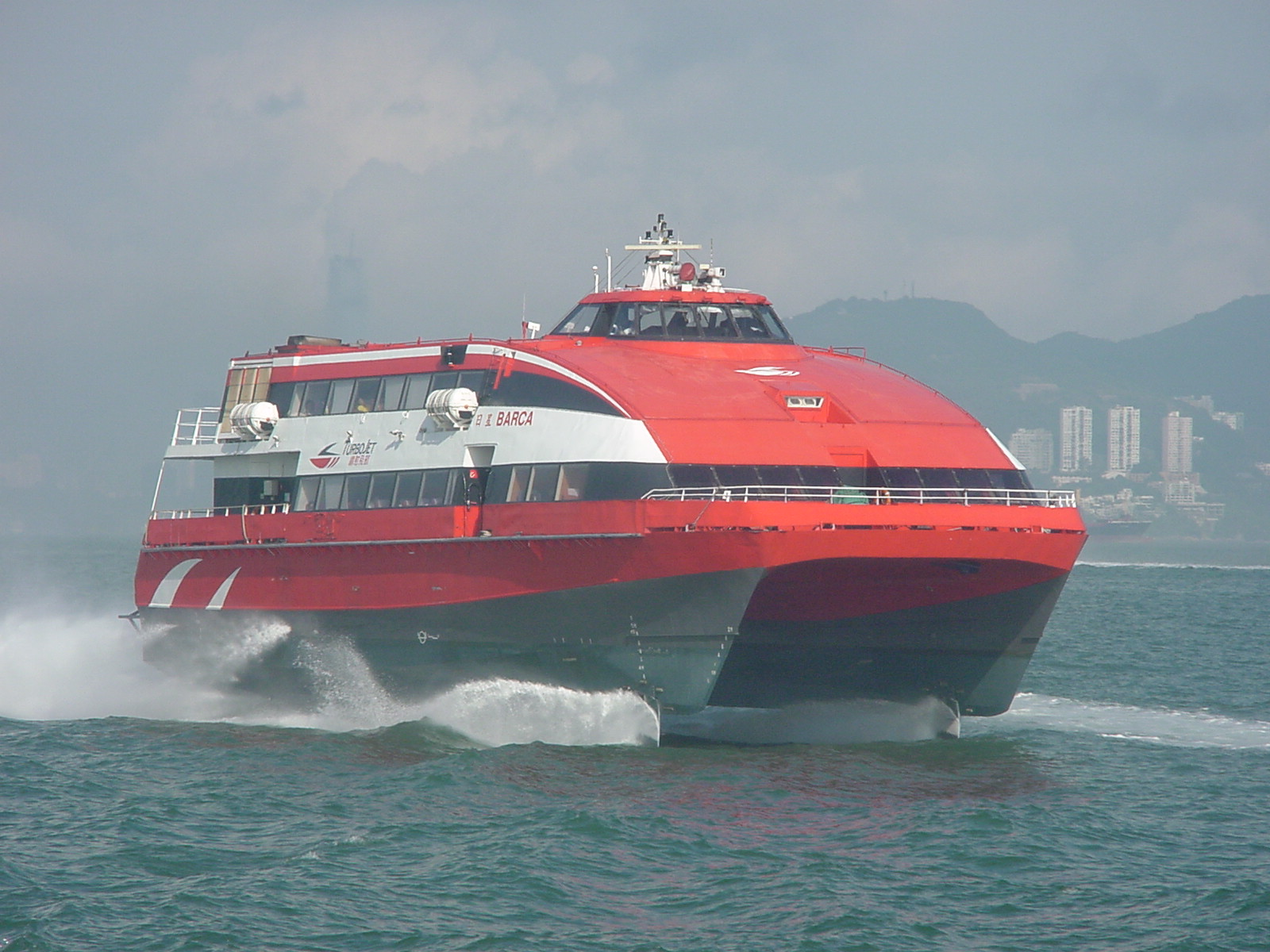
Foilcat Barca de TurboJET em Hong Kong

O design permaneceu relativamente inutilizado no Ocidente por quase 160 anos até o início do século XIX, quando o inglês Mayflower F. Crisp construiu um navio mercante de dois cascos em Rangoon, Burma. A embarcação foi batizada ‘’Original’’. Crisp a descreveu como “um bom e rápido veleiro; ele comercializou durante as monções entre as províncias de Rangoon e Tenasserim durante vários anos”.
Mais tarde, naquele mesmo século, o americano Nathanael Herreshoff construiu, com um design próprio, um veleiro de dois cascos (US Pat. No. 189.459). A embarcação, ‘’Amaryllis’’, competiu em uma regata no dia 22 de junho de 1876, performando extremamente bem. Sua estreia demonstrou as diversas vantagens no desempenho de catamarãs, sobre os convencionais monocascos. Como resultado do evento, a Regata Centenária do New York Yacht Club, os catamarãs foram proibidos de participar nestas categorias, que perdurou até os anos 70. 

## Desempenho

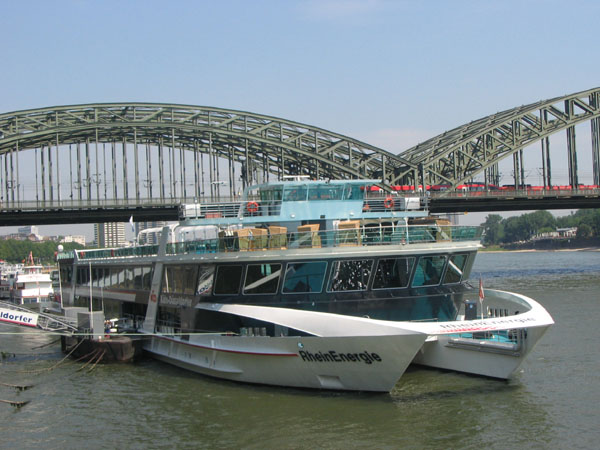
Um catamarã

Os modernos catamarãs notabilizam-se por sua segurança, baseada em intensos cálculos por logiciário específico de estabilidade, por seu conforto e por não velejar adernando, só caturrando. Quando eles emborcam, não voltam mais, ao contrário dos monocascos, mas isto é difícil de acontecer.
Estão crescendo em número mais rapidamente que os monocascos, mas principalmente para aluguel, por seu maior espaço e conforto. O preço de um catamarã habitável é muito maior do que o de um monocasco com mesma área seca, por isto não é o escolhido pela maioria dos cruzeiristas.